# جاكوب توماسوس
جاكوب توماسوس (باللاتينية: Jacobus Thomasius)‏ كان فيلسوفًا ورجل قانون وأكاديميا ألمانيا. يعتبر الآن شخصية مؤسسية مهمة في الدراسة العلمية لتاريخ الفلسفة. كانت آرائه انتقائية، وتناولها ابنه كريستيان توماس.

## الروابط الخارجية
- مشروع علم الأنساب الرياضي
- ترجمة نقد توماسوس لسبينوزا